# Katedralen i Burgos
Katedralen i Burgos (spanska: Catedral de Burgos) är den romersk-katolska kyrkans gotiska katedral i Burgos, Spanien. Den är tillägnad Jungfru Maria och är känd för sin storlek och unika arkitektur. Byggandet av kyrkan började år 1221. Nio år senare började den användas men arbetet på kyrkan fortsatte fram till 1567. Den var ursprungligen byggd i franskgotisk stil men på 1400- och 1500-talen lades olika utsmyckningar i renässansstil till.

## Historia
Byggandet av katedralen beordrades av Ferdinand III av Kastilien och Mauricio av Burgos, den engelskfödde biskopen i Burgos. Den 20 juli 1221 inleddes byggandet på platsen där en äldre romansk katedral stått. Först att byggas var katedralens absid, som var klar nio år senare.
Högaltaret konsekrerades 1260, sedan var det ett långt uppehåll i nära 200 år innan bygget fortsatte. Katedralen stod klar 1567, med färdigställandet av lanterninspiran över korset (som reser sig över ett genombrutet stjärnvalv).
Arkitekterna som ledde bygget var en fransman på 1200-talet och en tysk på 1400-talet. 1417, deltog Burgos biskop i Konciliet i Konstanz och återvände med byggmästaren Johan från Köln (Juan de Colonia), som färdigställde tornen med spiror med öppna fialer.
Bland de mest berömda biskoparna i Burgos fanns 1400-talshistorikern Alphonsus a Sancta Maria.
1919 blev katedralen Rodrigo Díaz de Vivars ("El Cid") och hans hustru Doña Jimenas gravplats.
Katedralen genomgick viktiga ombyggnader på 1400- och 1500-talen (spirorna på framsidans fasad, Kostapelskapellet av Simon från Köln, cimborion på tvärskeppet av Juan de Vallejo: dessa föremål av avancerad gotik ger katedralen dess särdrag). Den sista viktiga förändringen (sakristian eller Sankt Teklas kapell) gjordes på 1700-talet, då de gotiska dörrskulpturerna på huvudfasaden gjordes om.
I början av 1900-talet, togs en del byggnader, delvis sammanlänkande med katedralen, bort, såsom Ärkebiskopspalatset och klostrets övre plan. Katedralens är uppförd i gotisk stil även om den på insidan har en del renässans- och barockdekorationer.
Katedralen har konstverk av exempelvis arkitekterna och skulptörerna av Kölnsläkten (Johan från Köln, Simon från Köln och Franciscus från Köln), skulptörerna Gil de Siloé, Felipe Vigarny eller Juan de Anchieta, skulptören och arkitekten Diego de Siloé, Cristóbal de Andino eller målaren Sebastiano del Piombo.
Den 31 oktober 1984 fick katedralen världsarvsstatus. Det är den enda spanska katedralen som på egen hand har denna status, utan att vara kopplad till en stads historiska centrum (som Salamanca, Santiago de Compostela, Ávila, Córdoba, Toledo, Alcalá de Henares och Cuenca) eller tillsammans med andra byggnader, som i Sevilla.
De franska katedralerna i Paris och Reims var inspirationskällorna för katedralens främre fasad. Den består av tre dörröppningar och har två höga kvadratiska torn. De långsträckta spirorna har tyska influenser som tillkom på 1400-talet och är Johan från Kölns arbete.
Några föremål som är värda intresse i katedralen är 'Papamoscas' (flugsnapparen), en ledad staty som öppnar sin mun timme då klockan slår, den romanska Mudarras gravvård, den hämndlystna styvbrodern av de sju Laraprinsarnas död (förda till katedralen från sin ursprungliga placering i klostret San Pedro de Arlanza på grund av dess nedläggning), de snidade stolarna i koret, biskop Mauricios gravvård, El Cids och hans hustru Doña Jimenas grav.

## Arkitektur
Katedralens västsida i nordlig franskgotisk stil flankeras av kvadratiska torn som upptill slutar med oktagonala spiror täckta med öppna masverk. Fasaden, i tre våningsplan, har en tredubbel entré med ogivala bågar samt ett galleri omslutet av en fialförsedd balustrad och ett vackert rosettfönster. På den översta våningen, finns två ogivala dubbelbågade fönster och statyer på piedestaler krönta med en balustrad med bokstäver i sten: PULC[H]RA ES ET DECORA ("Det är vackert och härligt"), i mitten där det står en staty föreställande jungfru Maria. Det finns fler balustrader och balkonger i tornen med ytterligare inskriptioner: nålformade oktogonala fialer avslutar de fyra hörnen. Huvudspiran är 88 meter hög.
Kyrkobyggnadens korsformade golvyta har ett 106 meter långt skepp och breda sidoskepp som nästan är osynligt utifrån genom de femton kapell som lagts till överallt längs sidoskeppen och tvärskeppen och i nordväst av det vackra 1300-talsklostret och i sydväst av ärkebiskopspalatset. Över de tre centrala dörröppningarna på den västra framsidan reser sig de två höga och graciösa tornen, krönta av sina spiror. Många av katedralens altare, kapell och monument är av konstnärligt och historiskt intresse.
Det norra tvärskeppets portal, känd somPortada de la Coronería, har statyer med de tolv apostlarna. Ovan dessa finns ogivala fönster och två spiror kröner portalen. På den södra portalen, avbildas evangelisternas fyra författare vid sina skrivbord.
Det magnifika oktogonala Konstapelskapellet är av flamboyantstil, fylld med masverk, knäktar och änglar samt heraldik. Kapellet var avsett för Kastiliens konstapel Pedro Fernández de Velasco och hans familj.

## Galleri

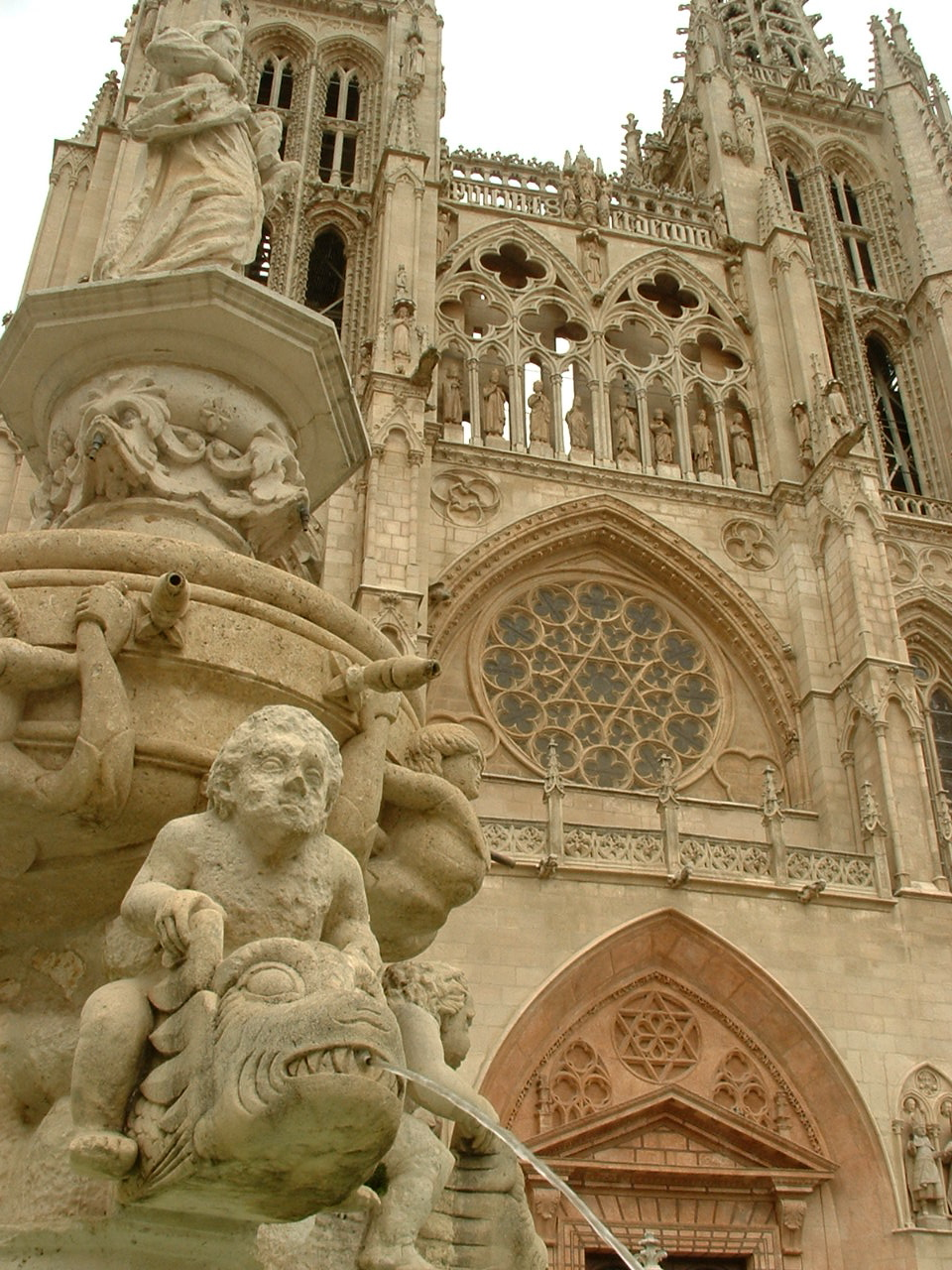
Facade of the Cathedral, with the fontaine of Santa María.
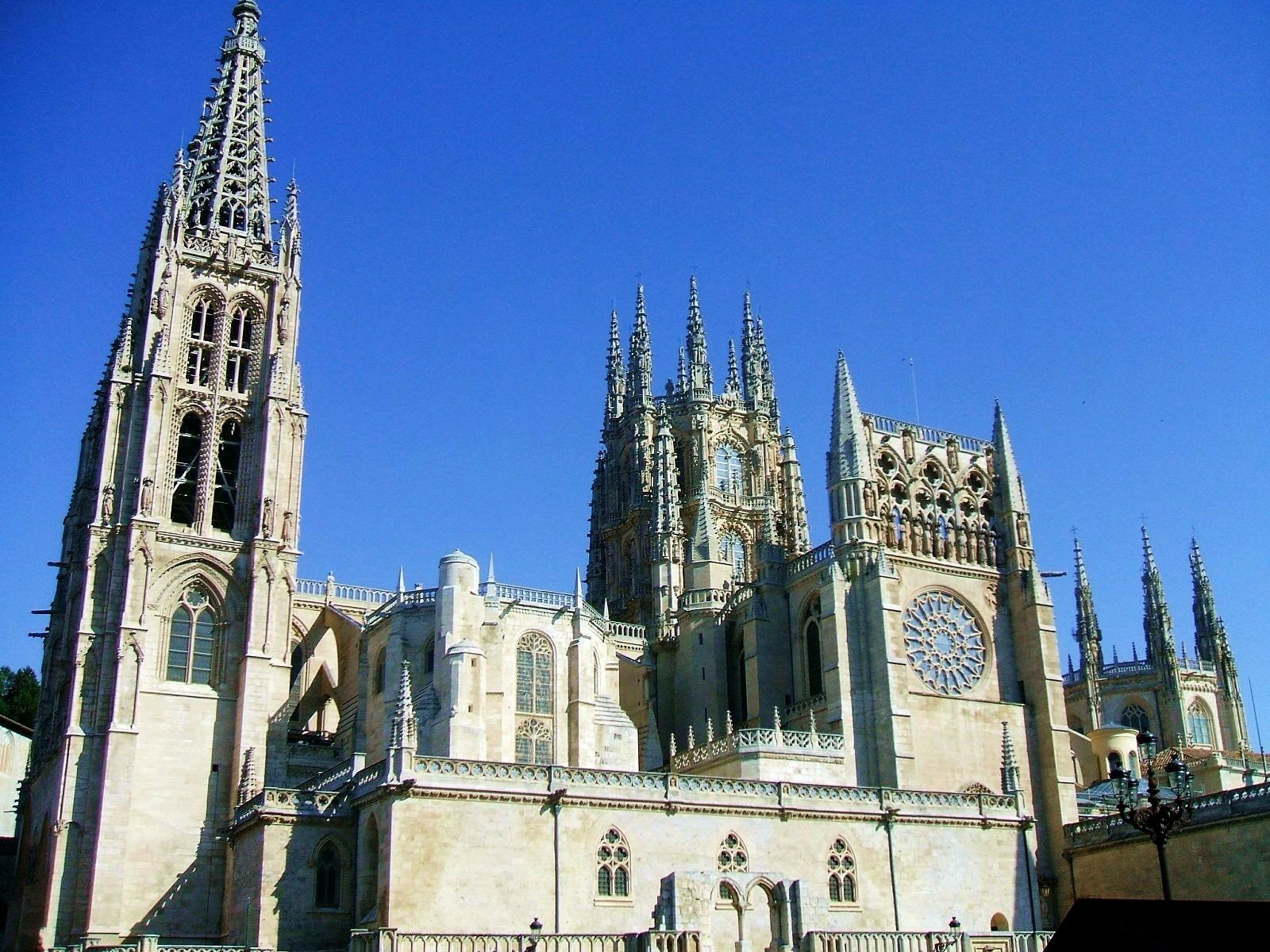
South side, from the Plaza de San Fernando.
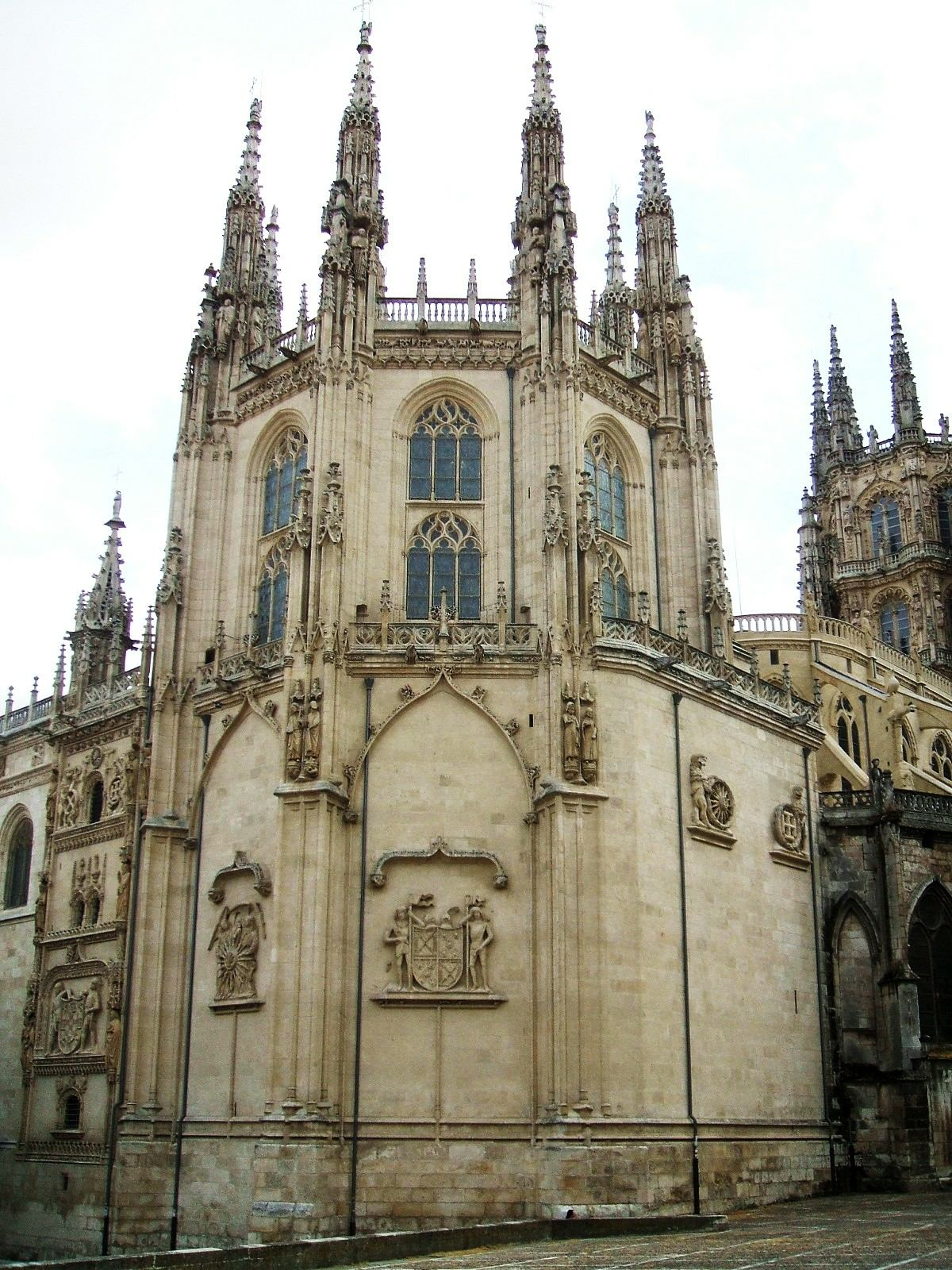
Condestable chapel.
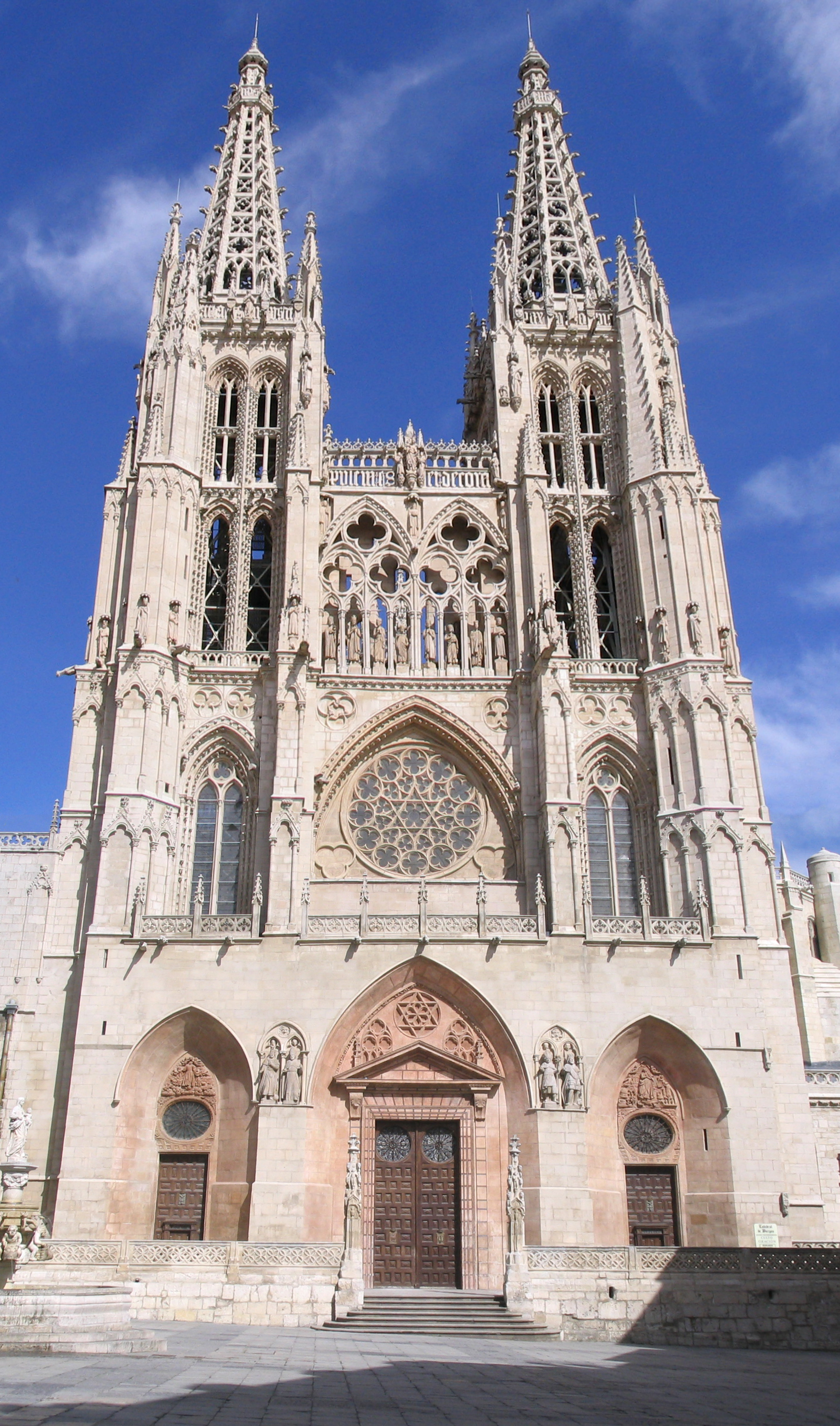
The western facade
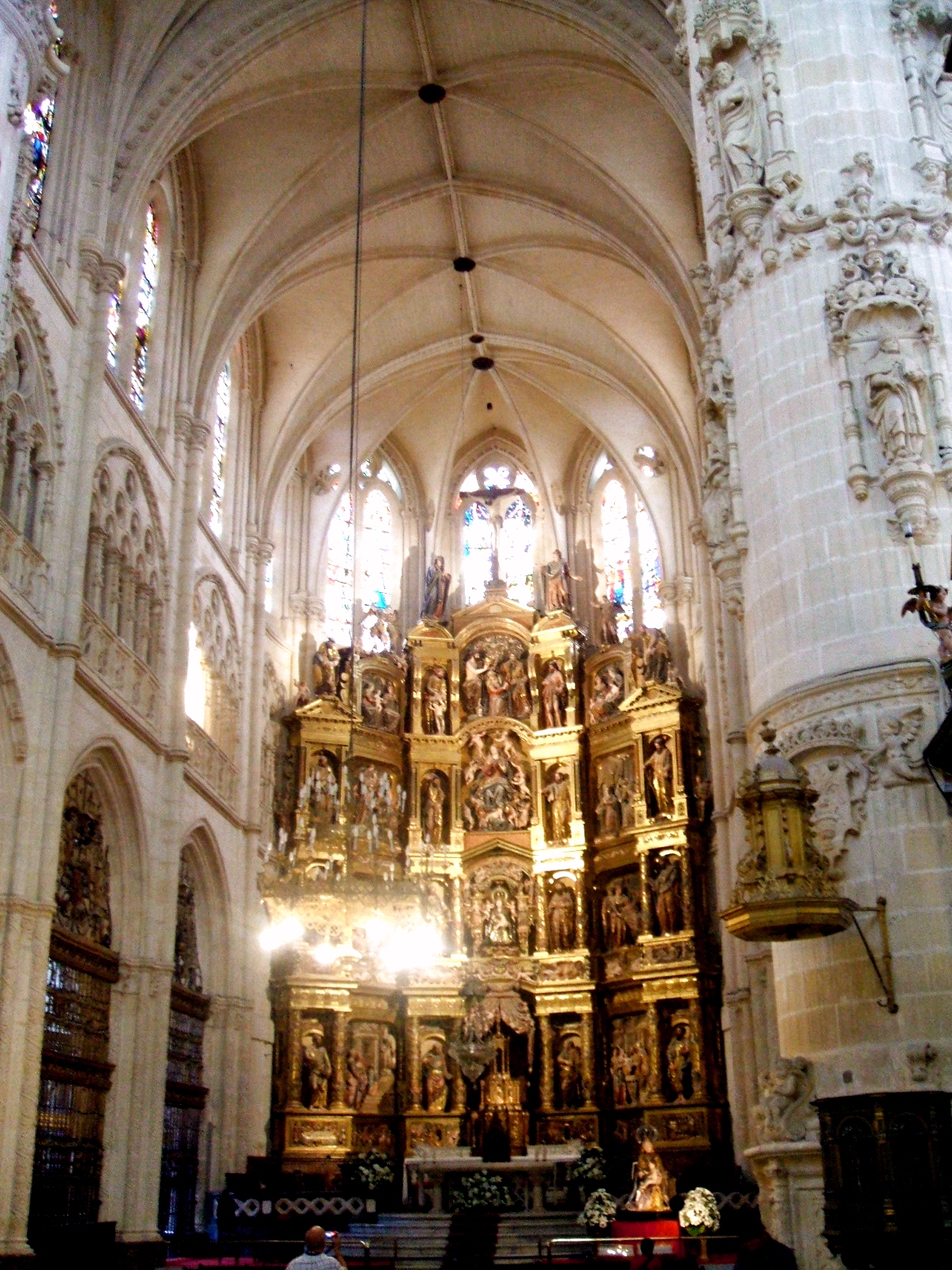
Mayor chapel
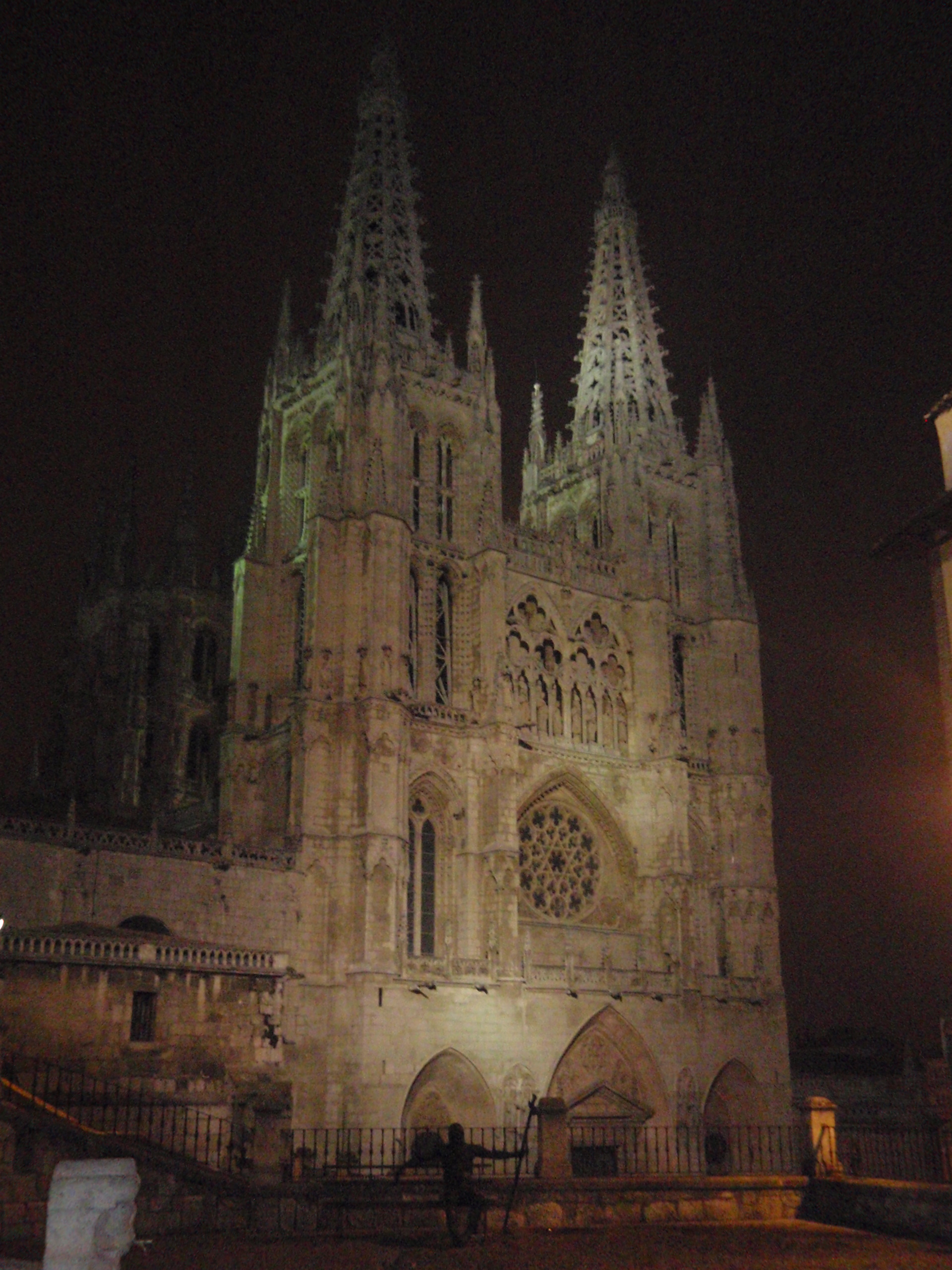
Cathedral as seen at night